# Große Zangenlibelle
Die Große Zangenlibelle (Onychogomphus uncatus) ist eine Libelle aus der Familie der Flussjungfern (Gomphidae). Die mediterrane Art bewohnt den Südwesten Europas und die nordafrikanischen Küstenregionen. In Deutschland und in der Schweiz war die Große Zangenlibelle bis 1970 ebenfalls verbreitet und gilt innerhalb beider Länder heute als ausgestorben.

## Merkmale

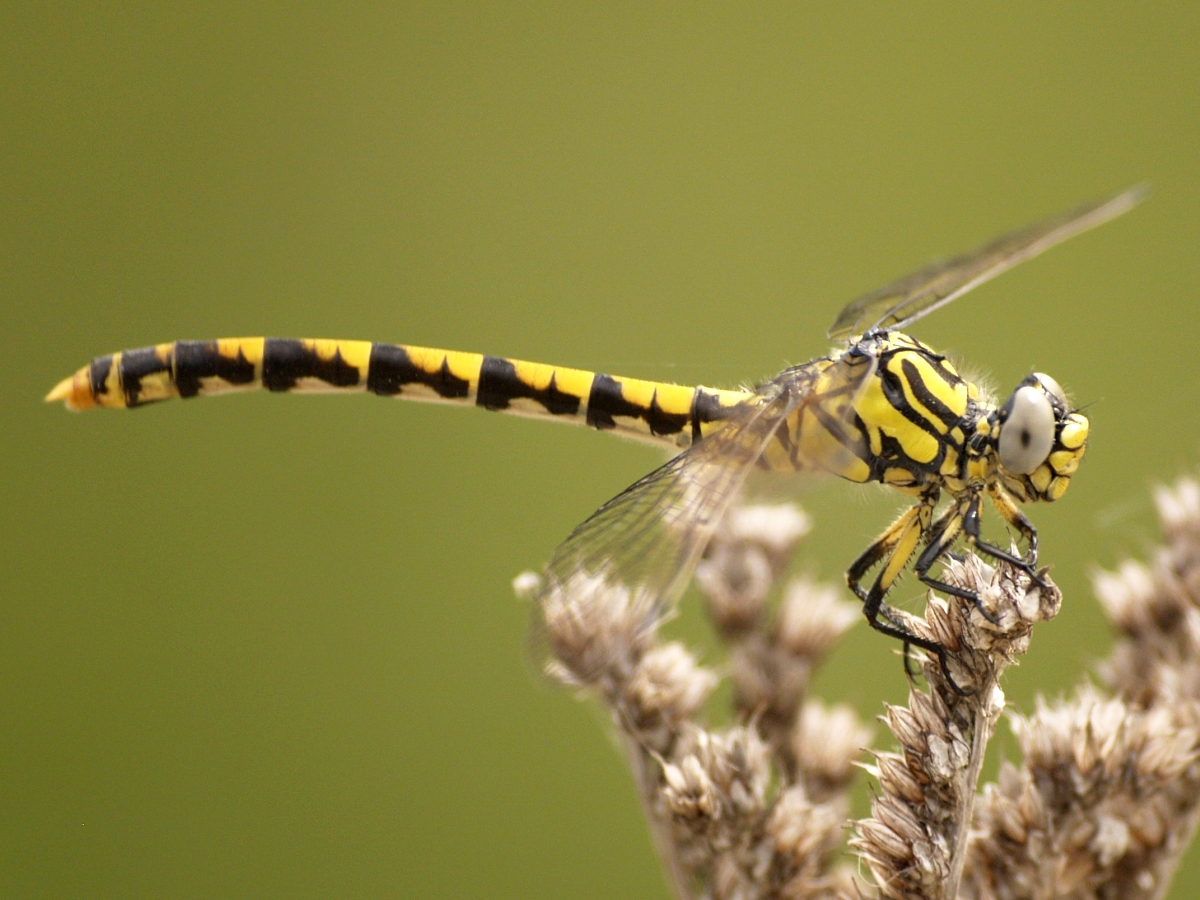
Weibchen

Die Große Zangenlibelle erreicht eine Körperlänge von 50 bis 53 und eine Flügelspannweite von 60 bis 68 Millimetern. Die Grundfärbung der Art setzt sich wie bei allen Zangenlibellen (Onychogomphus) aus schwarzen und gelben Zeichenelementen zusammen und kann überdies sehr variabel ausgeprägt sein. Die Farbgebung ist mitunter auch von der Gebietslage abhängig. In den südfranzösischen und waldreichen Cevennen etwa treten deutlich dunkler gefärbte Exemplare der Art auf, als es in der ebenfalls in Südfrankreich gelegenen Schottersteppe Crau der Fall ist, wo die Libellen dann deutlich heller in Erscheinung treten.
Die Augen der ausgereiften Imagines (ausgewachsene Tiere) sind blau oder gräulich Bei jüngeren Imagines hingegen sind die Augen noch immer grau. Zwischen den Augen befindet sich ein gelber Streifen oder Fleck.
Der Thorax (Brustabschnitt) besitzt mehrere schwarze Streifen, darunter zwei im Schulterbereich. Der kleinere und innere davon geht hinten in einer Querlinie über und umrahmt diesen Bereich somit vollkommen, während der größere und äußere der beiden Streifen hinten endet und nicht mit der Querlinie kollidiert. Die Flanken des Thorax verfügen über zwei weitere durchgehende und ausgedehnt sowie teilweise miteinander verwachsene Bänder.
Das überwiegend schwarze Abdomen (Hinterleib) verfügt pro Segment auf der Dorsalseite über ein gelbes Dreieck.

### Sexualdimorphismus

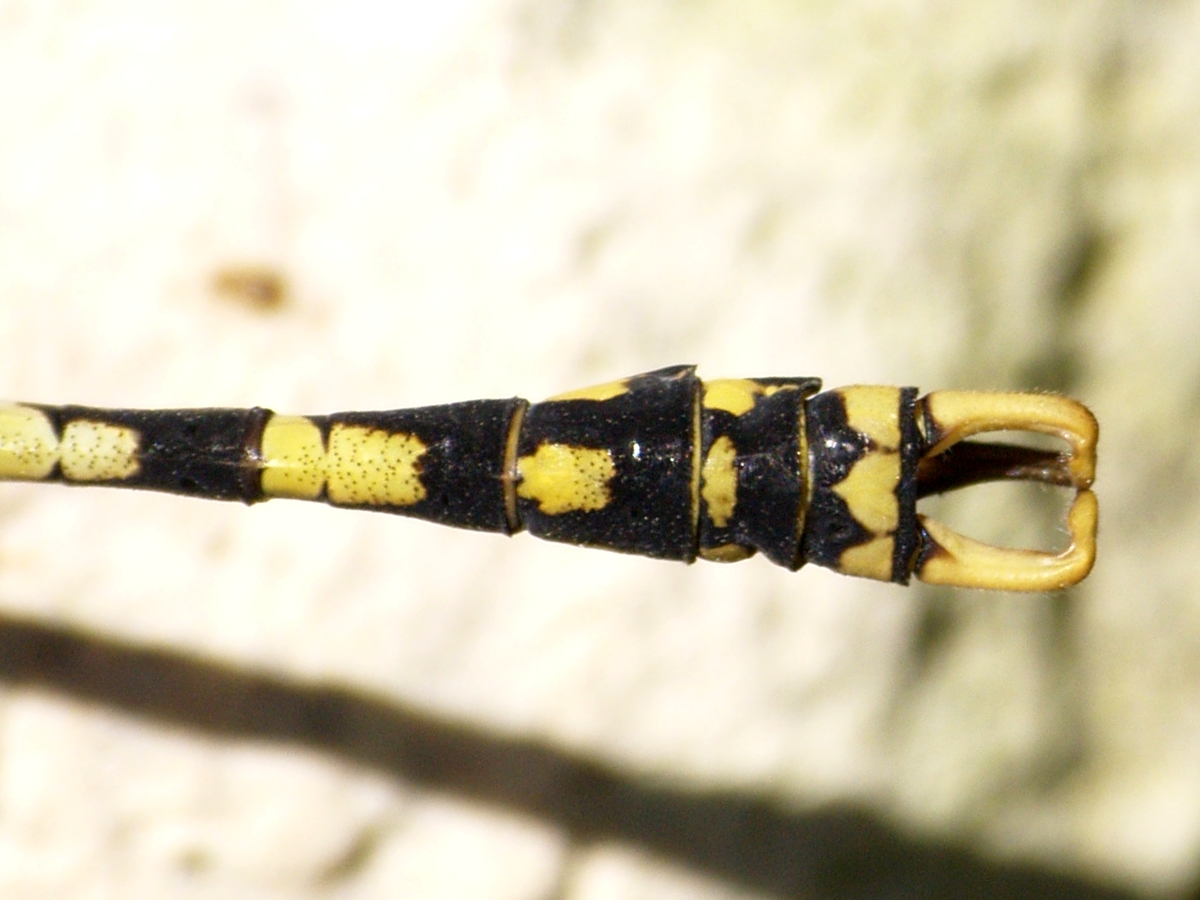
Cerci eines Männchens

Wie andere Libellen weist auch die Große Zangenlibelle einen auffälligen Sexualdimorphismus (Unterschied der Geschlechter) auf, der bei dieser Art besonders durch die Merkmale des Abdomens erkennbar ist. Dieses ist beim Weibchen in der Mitte etwas breiter und ist dorsal zumeist mit größeren gelben Dreiecken als beim Männchen versehen. Die Färbung des Abdomens des Weibchens kann aber auch stark variieren.
Das Männchen der Großen Zangenlibelle verfügt anders als das Weibchen und wie bei allen Arten der Gattung über ein hinten und nicht zentral verbreitetes Abdomen sowie die am Ende dessen befindlichen und zangenförmigen Cerci (Hinterleibsanhänge), die länger als das zehnte Abdominalsegment ausfallen. Die Cerci des Männchens sind leuchtend zitronengelb gefärbt.

### Ähnliche Arten
Der Großen Zangenlibelle ähnliche Arten sind insbesondere in der Gattung der Zangenlibellen (Onychogomphus) vertreten, zu der die Art selber zählt. Wie alle Zangenlibellen kann auch die Große Zangenlibelle mit weiteren Libellenarten aus der Familie der Flussjungfern (Gomphidae) verwechselt werden.

#### Verwechslungen mit der kleinen Zangenlibelle

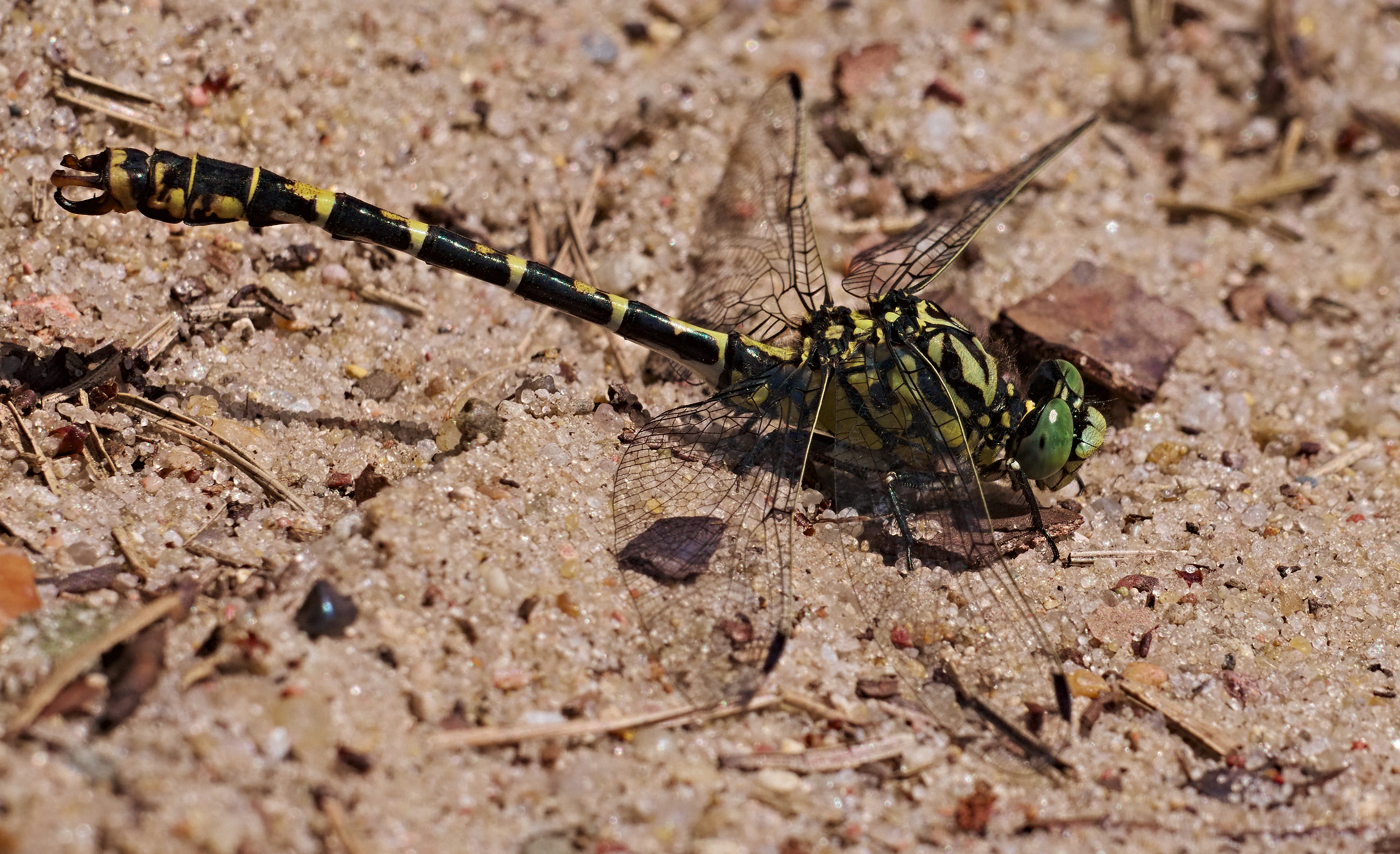
Männchen der Kleinen Zangenlibelle (Onychogomphus forcipatus)

Am ehesten lässt sich die Große Zangenlibelle mit der zur gleichen Gattung gehörenden und geringfügig kleineren Kleinen Zangenlibelle (O. forcipatus) sowie deren Unterart, der Westlichen Zangenlibelle (O. f. unguiculatus) verwechseln. Die Kleine Zangenlibelle hat jedoch anders als die Große Zangenlibelle grüne Augen und dazwischen auch einen gelben Fleck, zwischen dem sich aber wieder zwei helle Streifen befinden.
Außerdem ist bei ihr im Gegensatz zur Großen Zangenlibelle der äußere der beiden Streifen auf der Schulterseite am Thorax an der hinteren Querlinie verbunden, womit der gelbe Schulterfleck bei der Kleinen Zangenlibelle gänzlich umrundet wird. Die Cerci der Kleinen Zangenlibelle sind überdies braun und nicht gelb. Ferner besitzt die untere Zange dieser bei der kleinen Zangenlibelle einen Fortsatz an der Spitze, was bei der Großen Zangenlibelle nicht der Fall ist.

#### Verwechslungen mit weiteren Flussjungfern

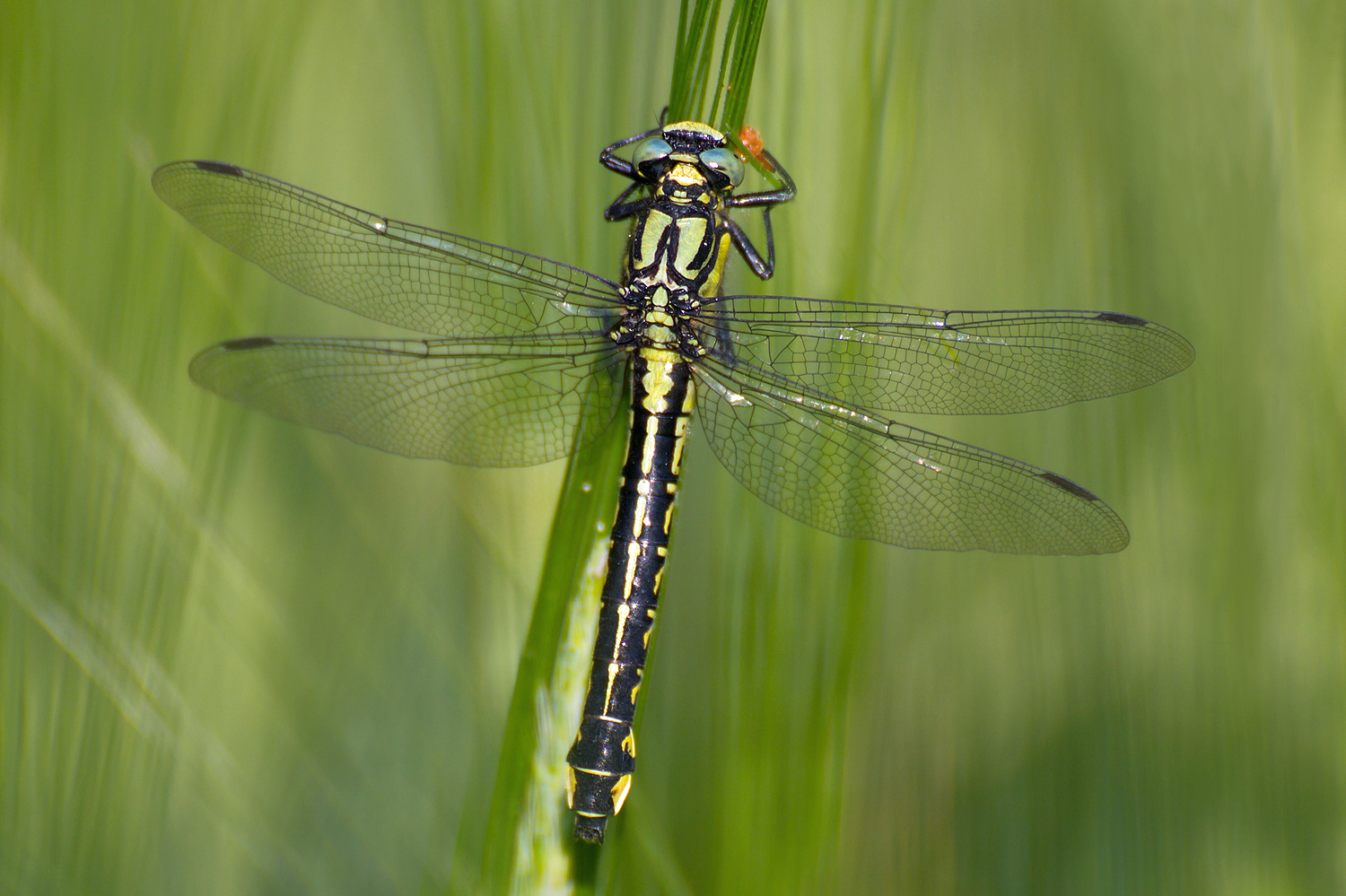
Weibchen der Gemeinen Keiljungfer (Gomphus vulgatissimus)

Auch Verwechslungen mit weiteren Arten der Familie der Flussjungfern sind möglich. Im Gegensatz zu den weiteren Arten der Familie verfügen aber die Zangenlibellen über keine parallel gerandeten und dünnere Linierungen am Thorax und unterscheiden sich außerdem durch die zangenförmigen Cerci des Männchens.
Die ebenfalls recht ähnlichen Keiljungern (Gomphus) unterscheiden sich von der Großen Zangenlibelle durch die überwiegend ununterbrochenen, dünnen und gelben Mittellinien auf der Dorsalseite des Abdomens und die dort fehlenden dreieckigen Flecken.
Die entfernt ähnliche Grüne Flussjungfer (Ophiogomphus cecilia) unterscheidet sich von der Großen Zangenlibelle besonders durch die namensgebende grüne Farbgebung, die besonders auf dem Kopf und Thorax flächendeckend ausgebildet ist (ausgenommen sind jüngere Weibchen) und durch die weniger stark ausgeprägte Musterung auf der Dorsalseite des Thorax.

## Vorkommen

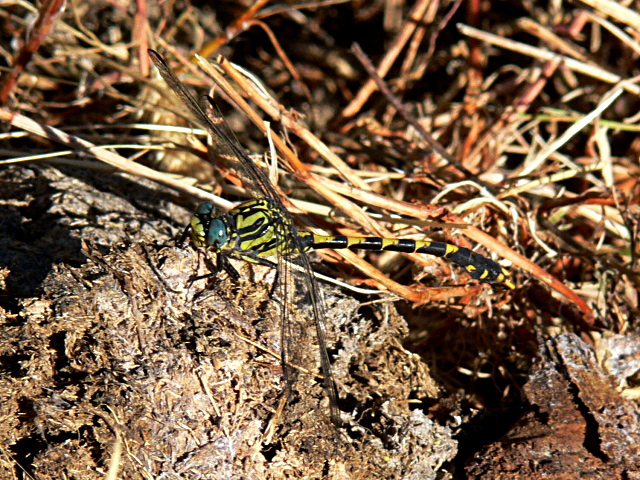
Männchen in der spanischen Granitformation La Pedriza

Die Große Zangenlibelle bewohnt westliche Teile des Mittelmeergebiets. Zu ihrem Verbreitungsgebiet zählen im Südwesten Europas die Iberische Halbinsel, der Süden und Westen Frankreichs als Hauptverbreitungsgebiet der Art und der Nordosten Italiens. Das Verbreitungsgebiet endet nördlich in der Höhe Roms. Überdies ist die Art in Nordafrika vertreten, wo sie in den Ländern Ägypten, Algerien, Tunesien und Marokko vorkommt. Die Große Zangenlibelle ist in Höhen von bis zu 1.000 Metern über dem Meeresspiegel nachgewiesen.

### Lebensraum

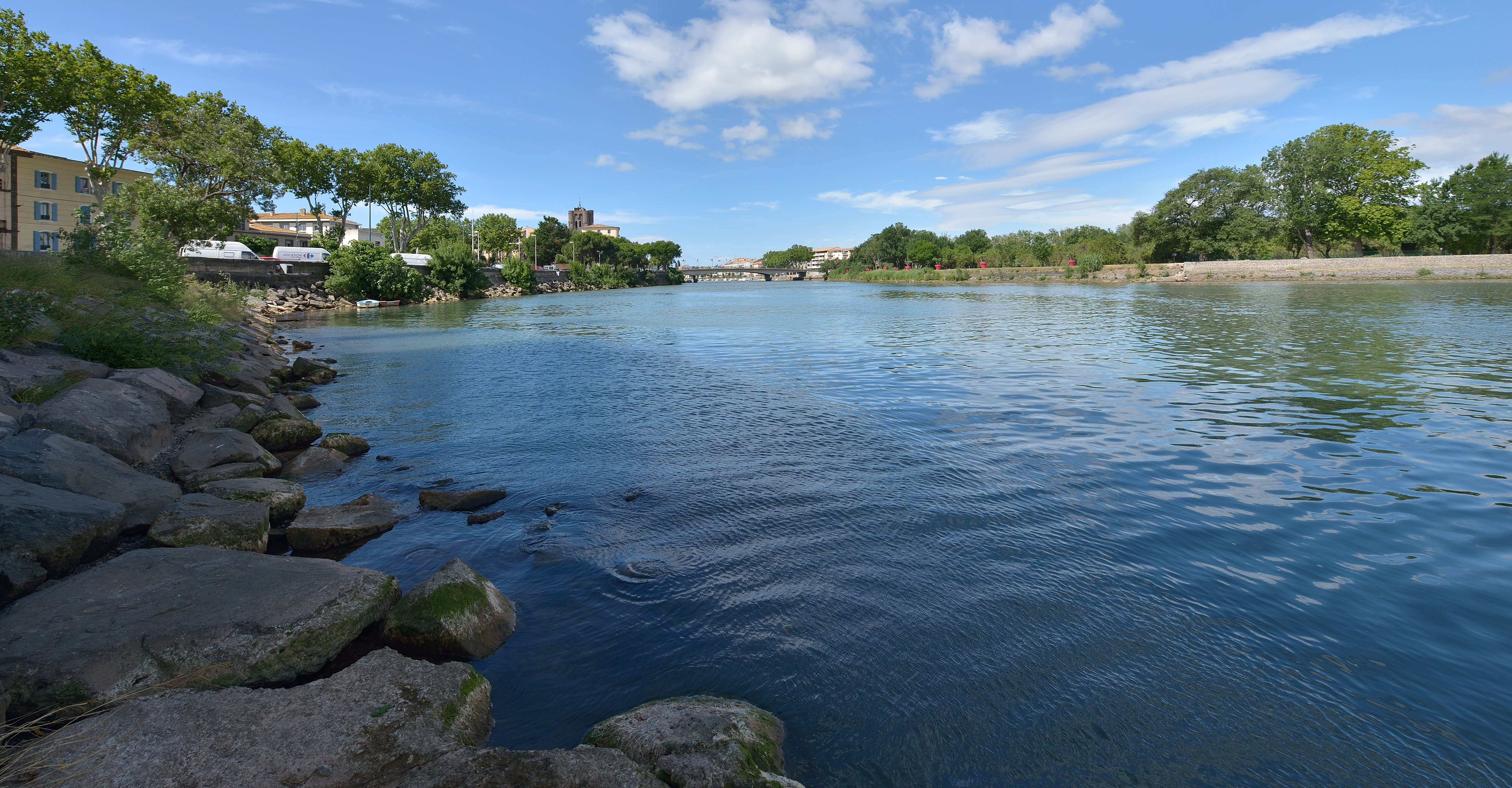
Der Fluss Hérault in der Stadt Agde im gleichnamigen südfranzösischen Département, einer der Lebensräume der Großen Zangenlibelle.

Die Große Zangenlibelle hat vergleichsweise hohe Ansprüche an ihr Habitat (Lebensraum) und bewohnt überwiegend saubere und schnell fließende Bäche, daneben aber auch Haupt- und Nebenarme von Flüssen dieser Eigenschaft. Besonders gern genommen werden solche Fließgewässer, deren Untergrund bei Fluten nicht umgelagert wird und leicht beschattet sind sowie einen hohen Sauerstoffgehalt aufweisen.

### Häufigkeit
Die Große Zangenlibelle hat bedingt durch ihre Ansprüche an ihre Lebensräume eine unterschiedlich ausgeprägte Häufigkeit, die je nach Gebiet variiert. Im westlichen Mittelmeergebiet ist sie stellenweise nicht selten.

#### Situation und Südwesteuropa und Nordafrika
Auf der Iberischen Halbinsel ist die Große Zangenlibelle einigermaßen häufig anzutreffen. In ihrem Hauptverbreitungsgebieten in Frankreich tritt sie dann nochmal häufiger in dem Südfrankreichs auf, wo in der Vergangenheit auf einem Quadratmeter 630 Larven der Art gefunden wurden. In Nordafrika ist die Große Zangenlibelle in Marokko und Algerien seltener als in Ägypten und Tunesien.

#### Situation in Deutschland und in der Schweiz
In Deutschland kam die Große Zangenlibelle einst am Hochrhein und in der Schweiz dort auch unterhalb des Bodensees vor und war dort bis 1970 verbreitet. Innerhalb dieser Gebiete war die Art einst recht häufig vorhanden. 1979 wurde in der Schweiz nur noch ein einzelnes Weibchen gefunden, womit die Art dort als ausgestorben gilt. Die letzten Nachweise der Großen Zangenlibelle in Deutschland erfolgten 1991 und 2000. Als Faktor für das Verschwinden der Art am Hochrhein wird die Errichtung von Kraftwerken am und Förderung der Schiffbarkeit des Flusses, die zwischen 1960 und 1967 vorangetrieben wurden, verantwortlich gemacht.

#### Schutzstatus
Der Gefährdungsgrad der Großen Zangenlibelle wird von der IUCN nach der Häufigkeit in den jeweiligen Gebieten gewertet. In den Verbreitungsgebieten der Länder im westlichen Mittelmeergebiet wird sie aufgrund ihrer dortigen relativen Häufigkeit in die Kategorie "LC" (least concern) gestuft und genießt keinen Schutz. In Deutschland und in der Schweiz gilt die Art seit ihrem Verschwinden in diesen Ländern als ausgestorben und wird dementsprechend in der Roten Liste gefährdeter Arten Tiere, Pflanzen und Pilze Deutschlands in die Kategorie "0" (ausgestorben) und gleichermaßen in der Roten Liste der Schweiz in die Kategorie "RE" (Regionally Extinct) gestuft, in Österreich wurde sie nicht nachgewiesen. Der globale Bestand der Großen Zangenlibelle wird von der IUCN nicht erfasst.

## Lebensweise

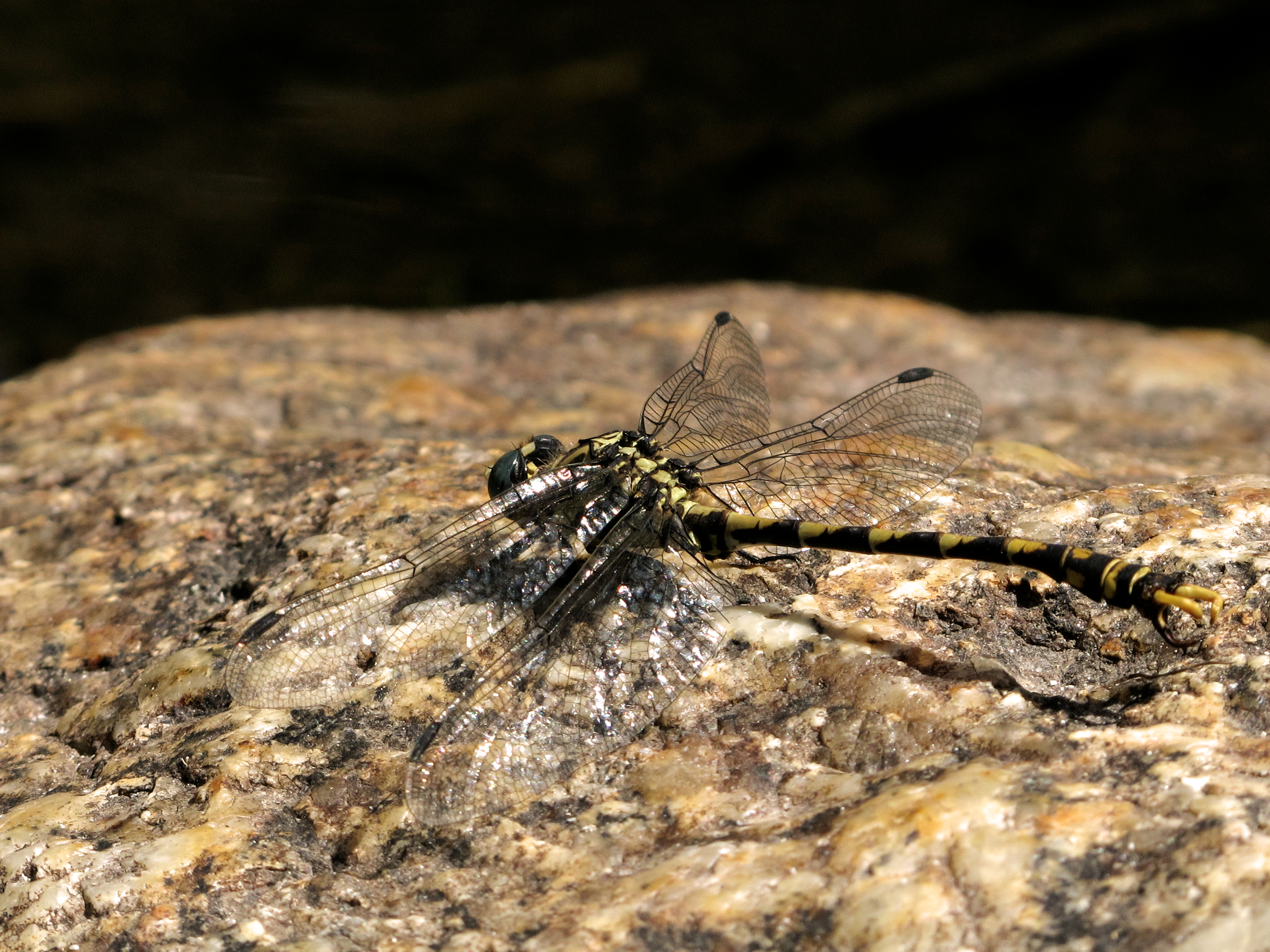
Ein Männchen, das auf steinigem Untergrund verweilt.

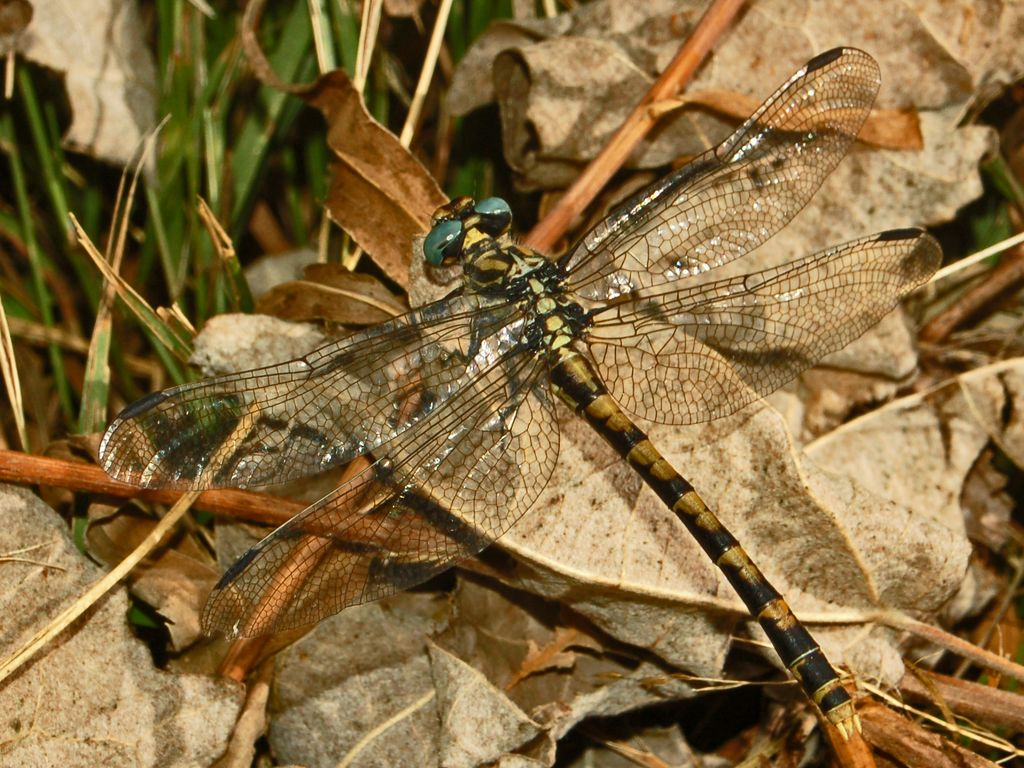
In der Vegetation und auf Laub ruhendes Weibchen

Die Große Zangenlibelle ist wie alle Libellen tagaktiv und verweilt meist in von der Sonne belichteten Arealen. Dabei halten sich Männchen der Art vorwiegend im Uferbereich der Fließgewässer auf Steinen oder an sandigen Ufern auf, während die Weibchen Ruheplätze in leichter und bodennaher Vegetation bevorzugen.
Wie bei vielen Libellen sind auch die Männchen der Großen Zangenlibelle revierbildend und vertreiben Rivalen, indem sie kurzzeitig von ihrer Sitzwarte auffliegen und diese im Flug verjagen.

### Beutefang
Mit anderen Vertretern der Ordnung teilt die Große Zangenlibelle ihre räuberische Lebensweise und jagt als Lauerjäger verschiedene Fluginsekten. Sobald ein solches fliegend nah genug an die Libelle gerät, fliegt diese auf und versucht das Beutetier dementsprechend im Flug zu packen. Bei Jagderfolg landet die Libelle wieder auf einem passenden Untergrund und verzehrt die Beute.

### Lebenszyklus
Der Lebenszyklus der Großen Zangenlibelle gliedert sich in mehrere Phasen und ist zudem jahreszeitenabhängig.

#### Phänologie der Imagines
Die Phänologie (Aktivitätszeit) und somit die Flugzeit der Imagines beläuft sich in der Zeit zwischen den Monaten Mai bis Mitte September, wobei der Höhepunkt dieser Zeit zwischen Anfang Juni und Mitte August stattfindet. Besonders in Südeuropa findet die Flugzeit zumeist in einem größeren Zeitraum statt.

#### Paarung und Eiablage
Ein ruhendes Männchen fliegt wie bei Beutetieren und rivalisierenden Artgenossen ebenfalls bei einem vorbeifliegenden Weibchen auf und versucht dieses im Flug zu ergreifen. Ist das Weibchen paarungswillig, erfolgt die Paarung in Form des für Libellen typischen Paarungsrades. Die Paarung kann 2,5 bis 3,5 dauern und dauert somit verglichen mit der anderer Libellen vergleichsweise lange an. Die Geschlechtspartner halten sich dabei in Bodennähe in der Nähe Ufer der Gewässer auf und verbleiben dabei nahezu bewegungslos, wodurch sie schwer zu entdecken sind.
Das Weibchen legt seine Eier alleine ab, wodurch eine bei anderen Libellen auftretende Tandemstellung bei der Großen Zangenlibelle nicht auftritt. Die Eiablage findet etwa zwischen 9:40 Uhr und 17:00 Uhr statt. Zuerst presst es im Stillstand einen Eiklumpen aus, mit welchem es dann zum nächstgelegenen Gewässer fliegt und dort die direkte Nähe zur Wasseroberfläche aufsucht. Direkt über dem Wasser geht es dann in einen Rüttelflug (auf der Stelle fliegend) über und fliegt dann mit dem Kopf flussaufwärts gerichtet etwa fünf bis zehn Zentimeter über der Wasseroberfläche. In einem Abstand von je einer Sekunde werden die Eier in Klumpen, die je 12 Eier enthalten abgelegt. Insgesamt kann ein Weibchen bis zu 450 Eier innerhalb 12 Sekunden abwerfen, was einer Rate von 38 Eiern pro Sekunde entspricht.

#### Schlupf und Entwicklung der Larven

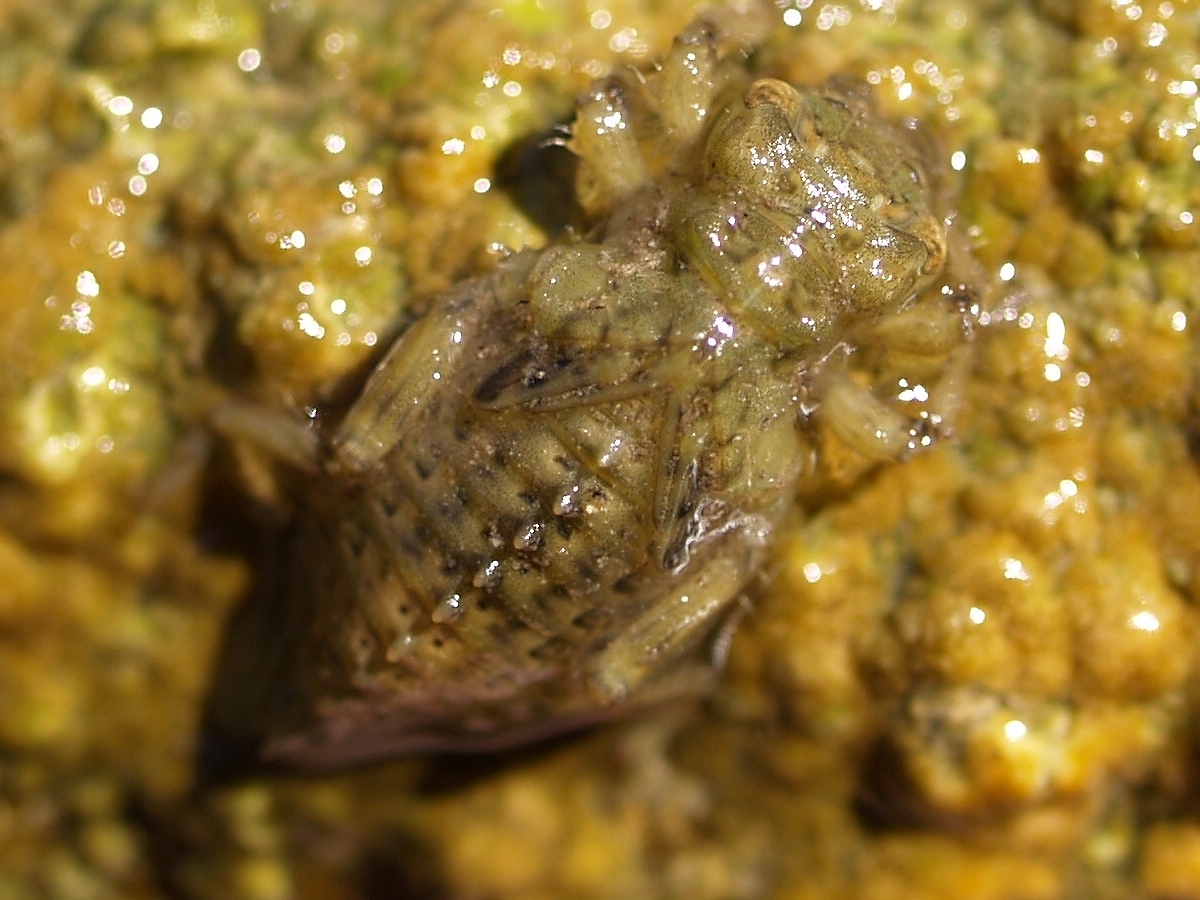
Larve

Drei bis vier Wochen nach der Eiablage schlüpfen die aquatisch (wasserlebend) lebenden Larven, die für den Schlupf 40 bis 60 Minuten brauchen. Viele der Larven fallen verschiedenen Prädatoren (Fressfeinde), wie Fischen zu Opfer, was auch die hohe Anzahl an abgelegten Eiern erklärt. Der größte natürliche Feind der Larvenform der Großen Zangenlibelle ist aber jene der ebenfalls zu den Libellen zählenden Zweigestreiften Quelljungfer (Cordulegaster boltonii). Die Larven der Großen Zangenlibelle wiederum leben wie bei allen Libellen und ebenso wie deren Imagines ebenfalls räuberisch. Im Gegensatz zu den ausgewachsenen Libellen jagen die Larven aber in der Nacht und lauern dafür eingegraben im Sand auf Beutetiere. Diese werden mithilfe der für Libellenlarven typischen Fangmaske erbeutet. Das Beutespektrum der Larven setzt sich überwiegend aus Larven von Zuckmücken, Ringelwürmern, Wasserasseln, Egeln, Bachflohkrebsen und jungen Fischen zusammen.
Die Larve benötigt zwei bis vier, meist aber drei Jahre für die Entwicklung zum Imago und durchlebt dafür 13 Larvenstadien. Sie erreicht dabei eine Länge von maximal 26 Millimetern. Die Larve der Großen Zangenlibelle ähnelt der der Grünen Flussjungfer (Ophiogomphus cecilia), die ebenfalls über Dornen auf den Lateralseiten besitzt. Anders als die Larve der Großen Zangenlibelle besitzt die der Grünen Flussjungfer aber nur am achten und das neunten Segment derartige Dornen.

#### Schlupf der Imagines

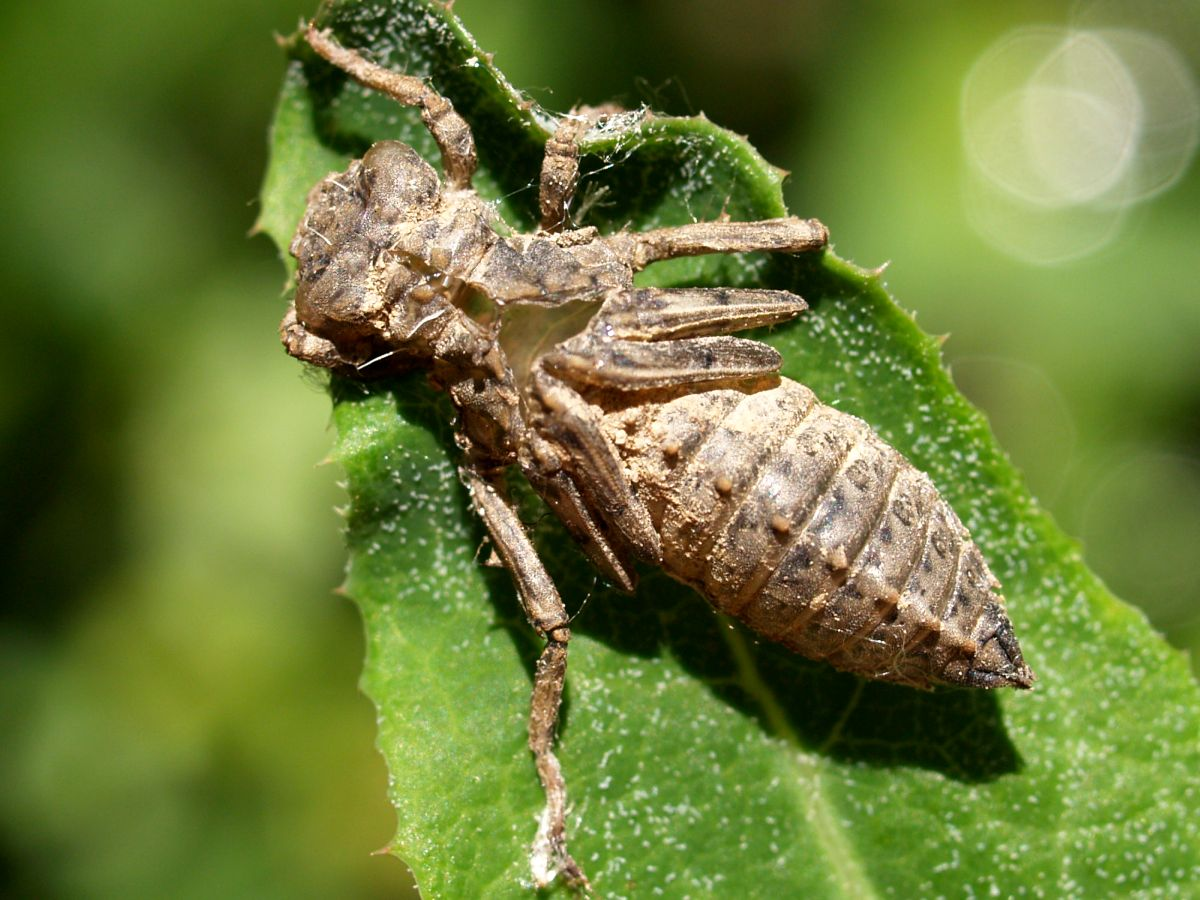
Exuvie nach dem Schlupf

Im Zeitraum ab Mitte Mai schlüpfen aus den fertig entwickelten Larven, die zuvor das Gewässer verlassen, dann die Imagines dicht über der Wasseroberfläche und zumeist auf der Oberfläche von Steinen. Bei dieser Art dauert der Schlupf 40 bis 60 Minuten. Beim Schlupf sind beide Geschlechter gleichermaßen vertreten, die Weibchen entfernen sich aber entsprechend ihrem bevorzugten Habitat vom Gewässer, während die Männchen dort zumeist verbleiben.

#### Reifung und Lebenserwartung der Imagines
Die Imagines benötigen nach dem Schlupf 14 Tage für die Reifung. Die maximale und bei Libellen üblich kurze Lebensdauer der Imagines der Großen Zangenlibelle beträgt vier bis sechs Wochen.

### Verhalten gegenüber dem Menschen
Die Große Zangenlibelle zeigt anders als die nah verwandte Kleine Zangenlibelle (Onychogomphus forcipatus) keine große Scheu gegenüber dem Menschen und verbleibt auch, wenn sich eine Person der Libelle nährt. Es wird vermutet, dass dieses Verhalten mit der Wärmebedürftigkeit der Art, die Höher als die der Kleinen Zangenlibelle ausfällt, zusammenhängt, bzw. die Libelle einen geeigneten Platz zum Verweilen und damit auch zum Sonnen nach Möglichkeit nicht verlassen will.

## Systematik
Die Große Zangenlibelle erhielt von ihrem Erstbeschreiber Toussaint de Charpentier bei der Erstbeschreibung 1840 bereits ihre Heutige Bezeichnung Onychogomphus uncatus, allerdings zur gleichen Zeit von selbigem Autor auch das Synonym Aeshna uncata. Darüber hinaus besitzt sie heute auch weitere Synonyme. Diese lauten:
- Aeschna unguiculata Boyer de Fonscolombe, 1838
- Aeshna unguiculata Boyer de Fonscolombe, 1838
- Onychogomphus occitanicus Rambur, 1842

## Galerie

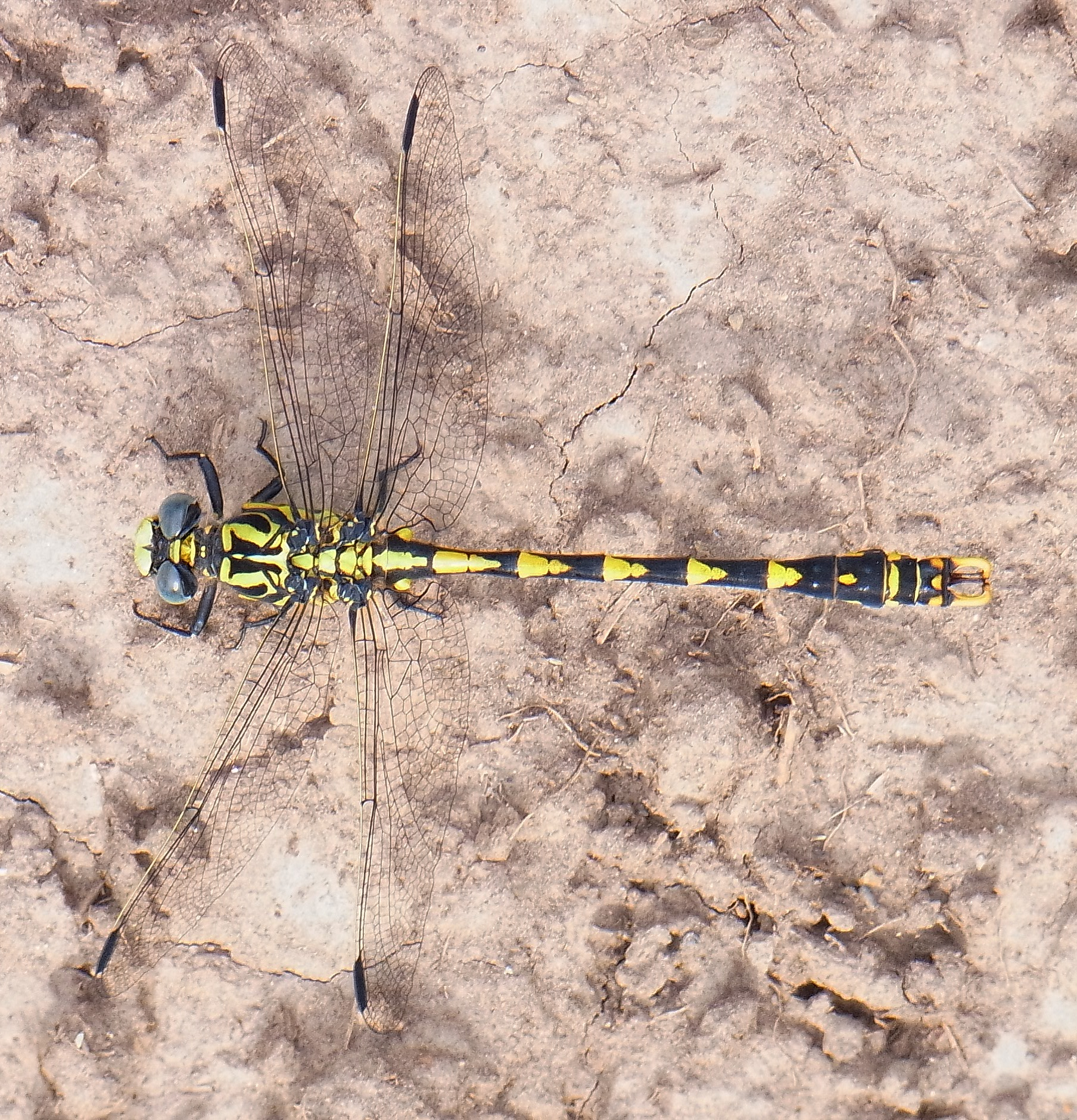
Dorsalansicht eines Männchens
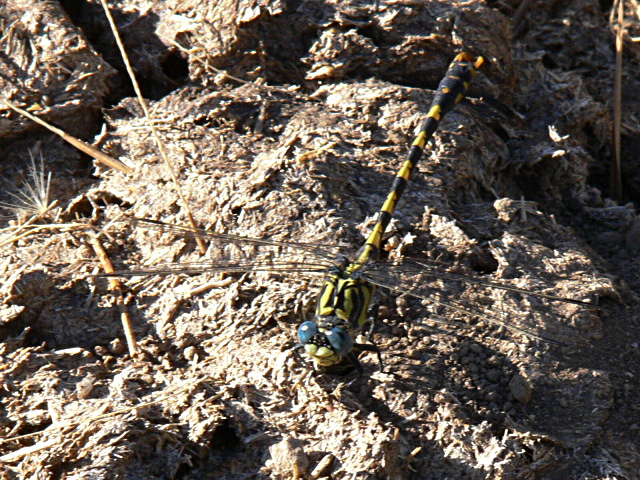
Frontalansicht eines Männchens
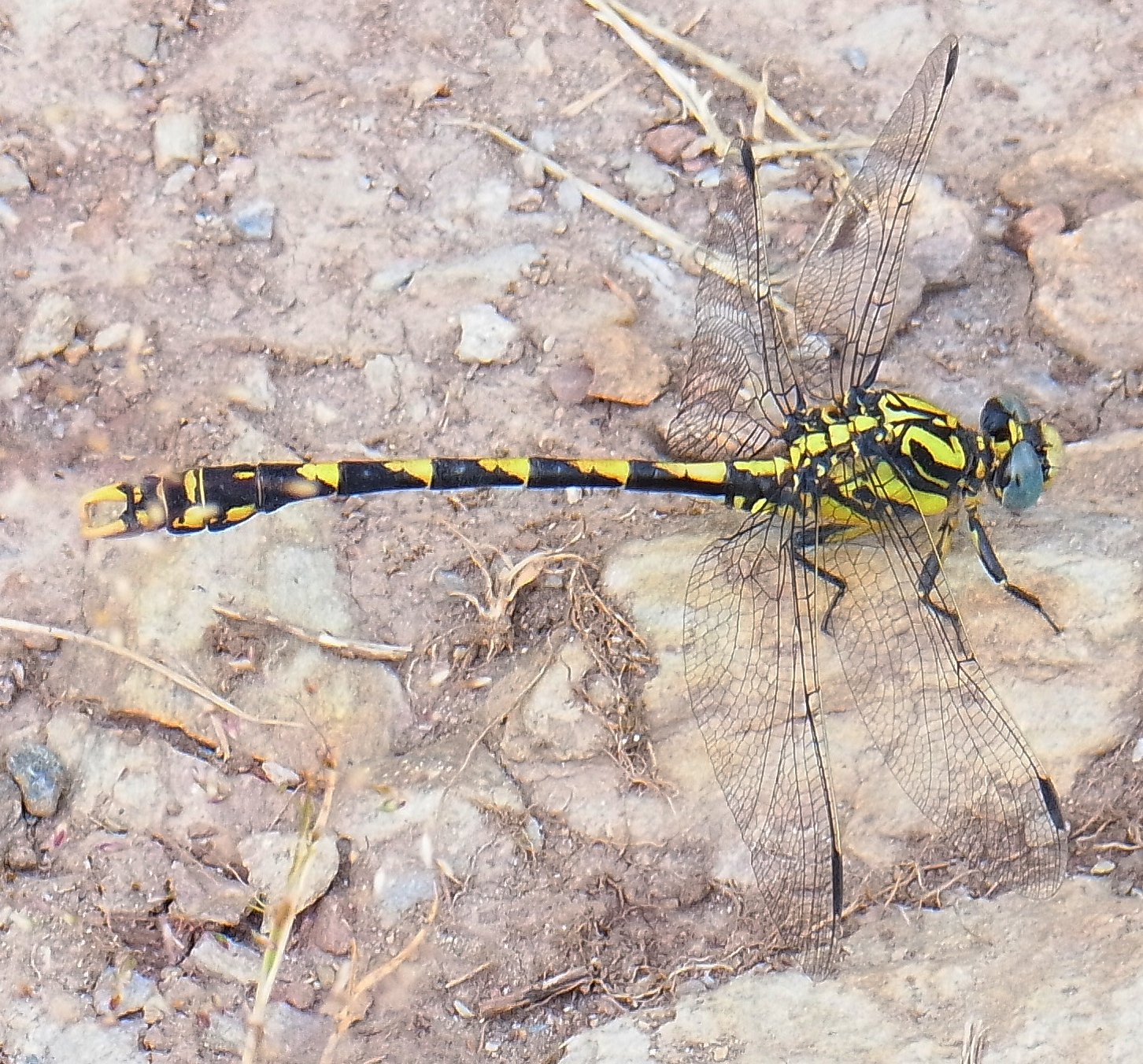
Lateralansicht eines Männchens
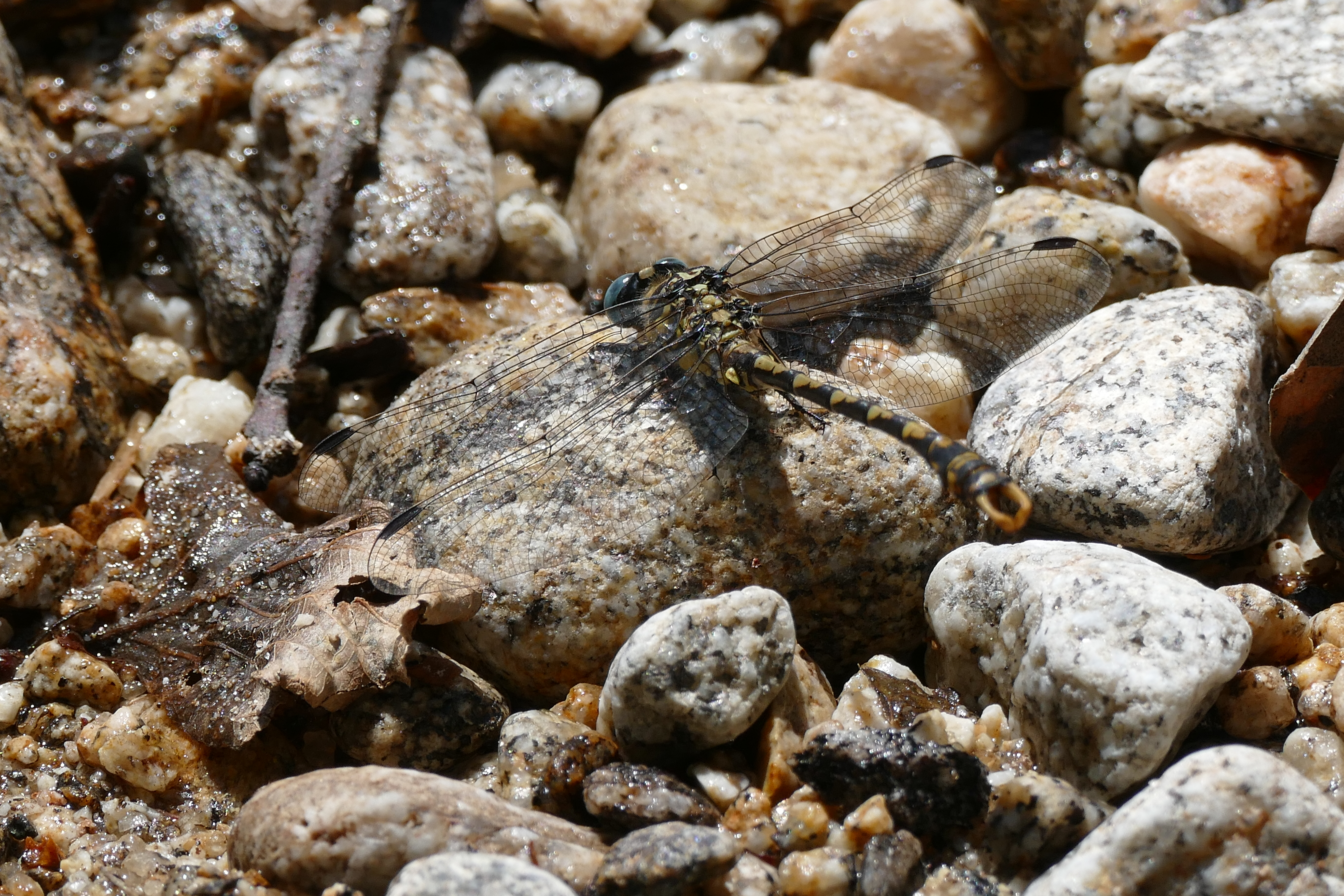
Rückansicht eines Männchens
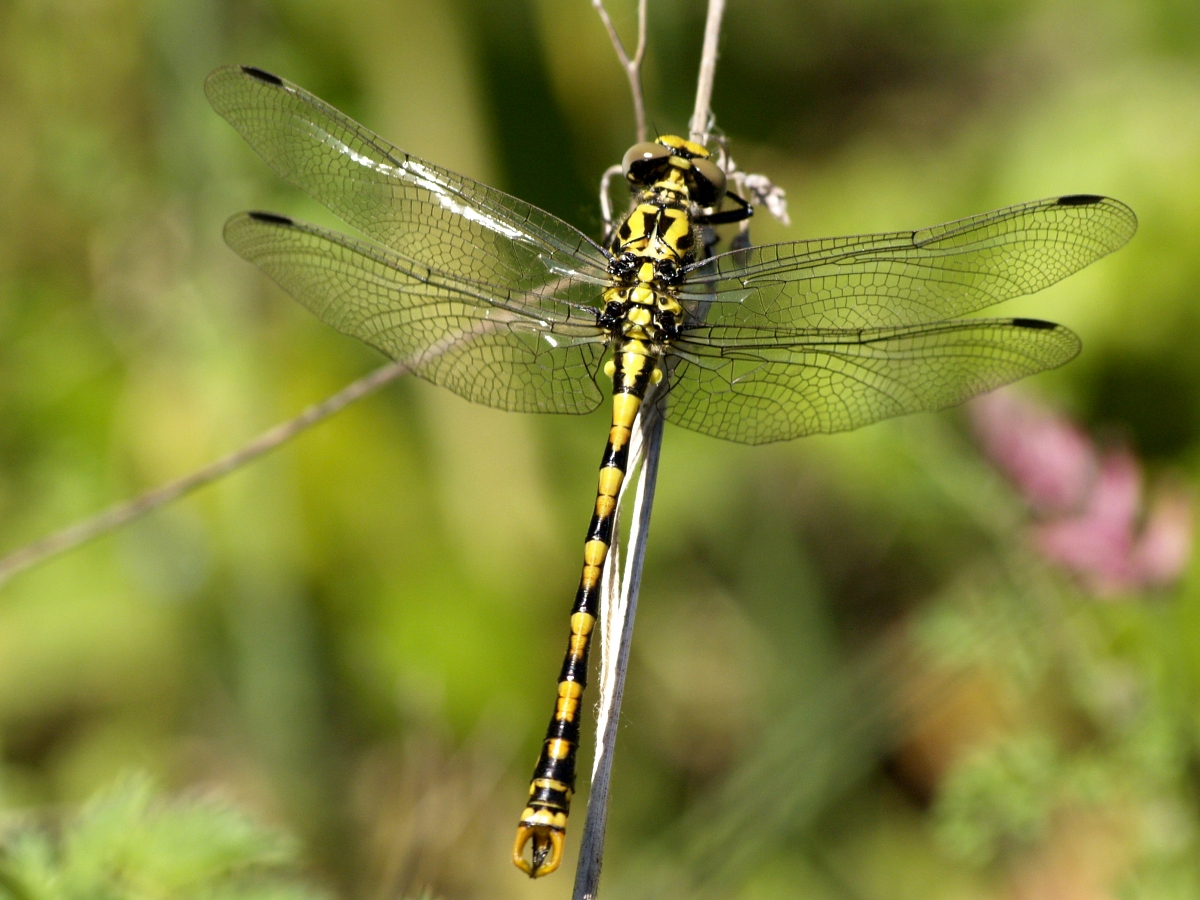
In der Vegetation sitzendes Männchen
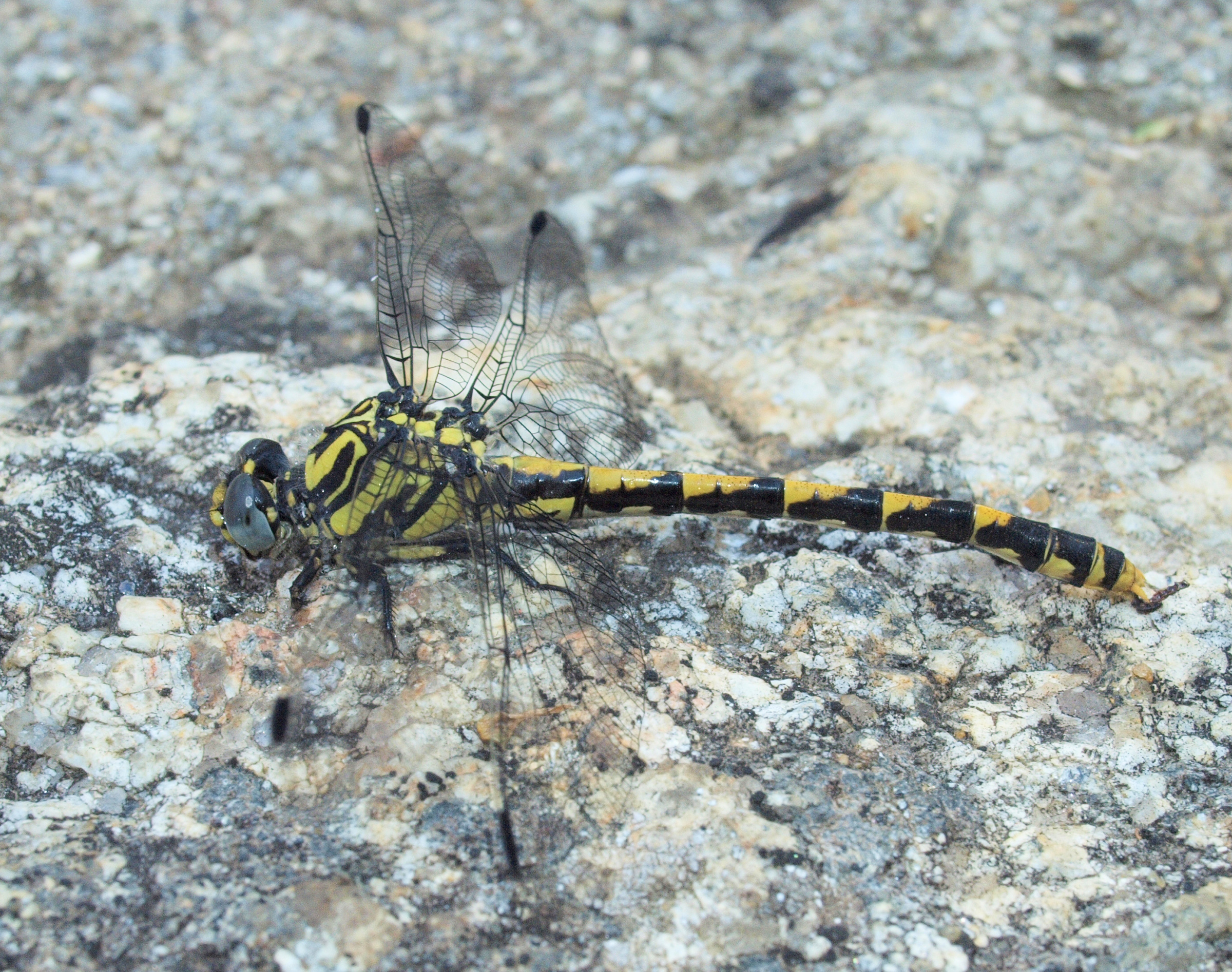
Lateralansicht eines Weibchens
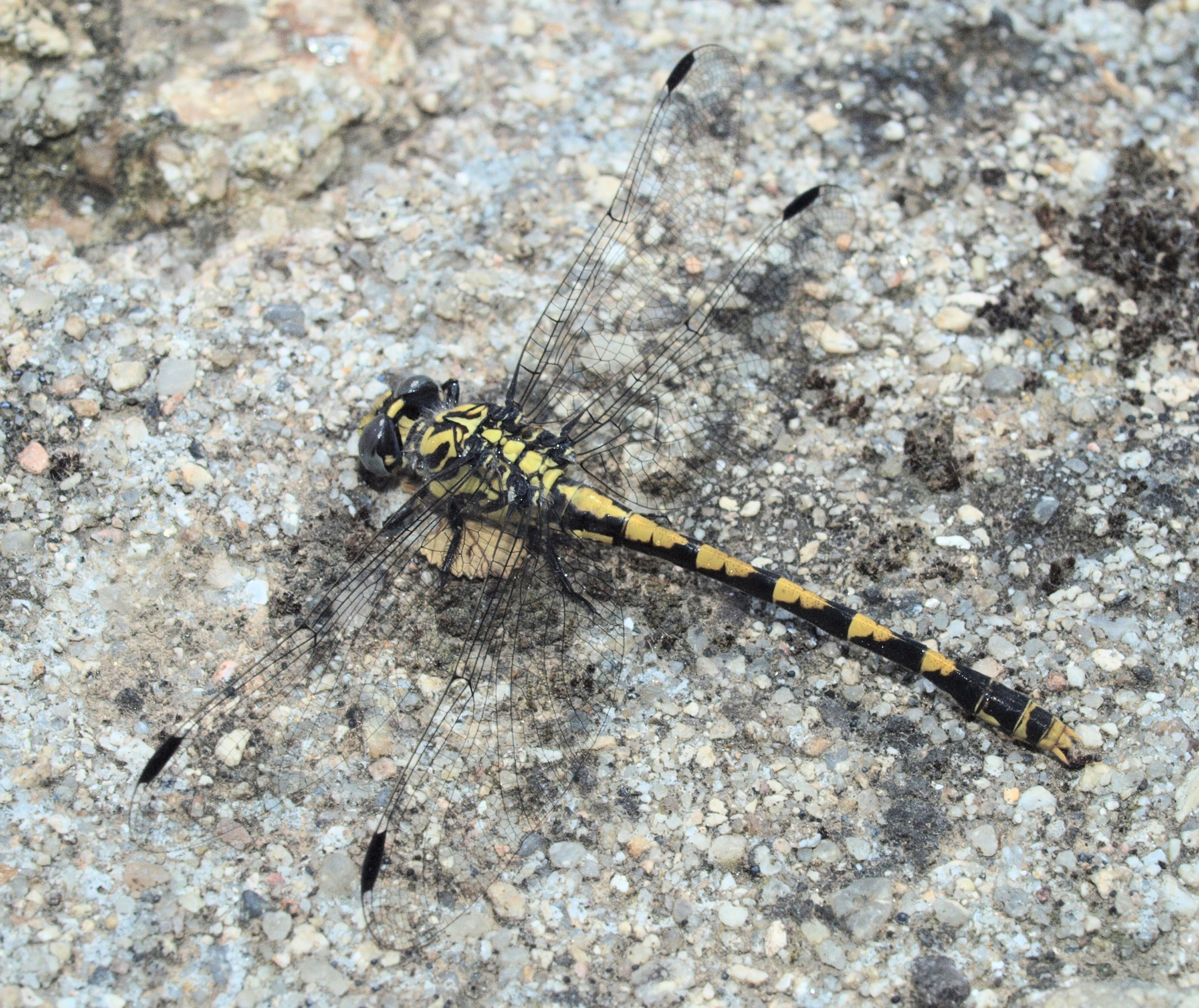
Rückansicht eines Weibchens
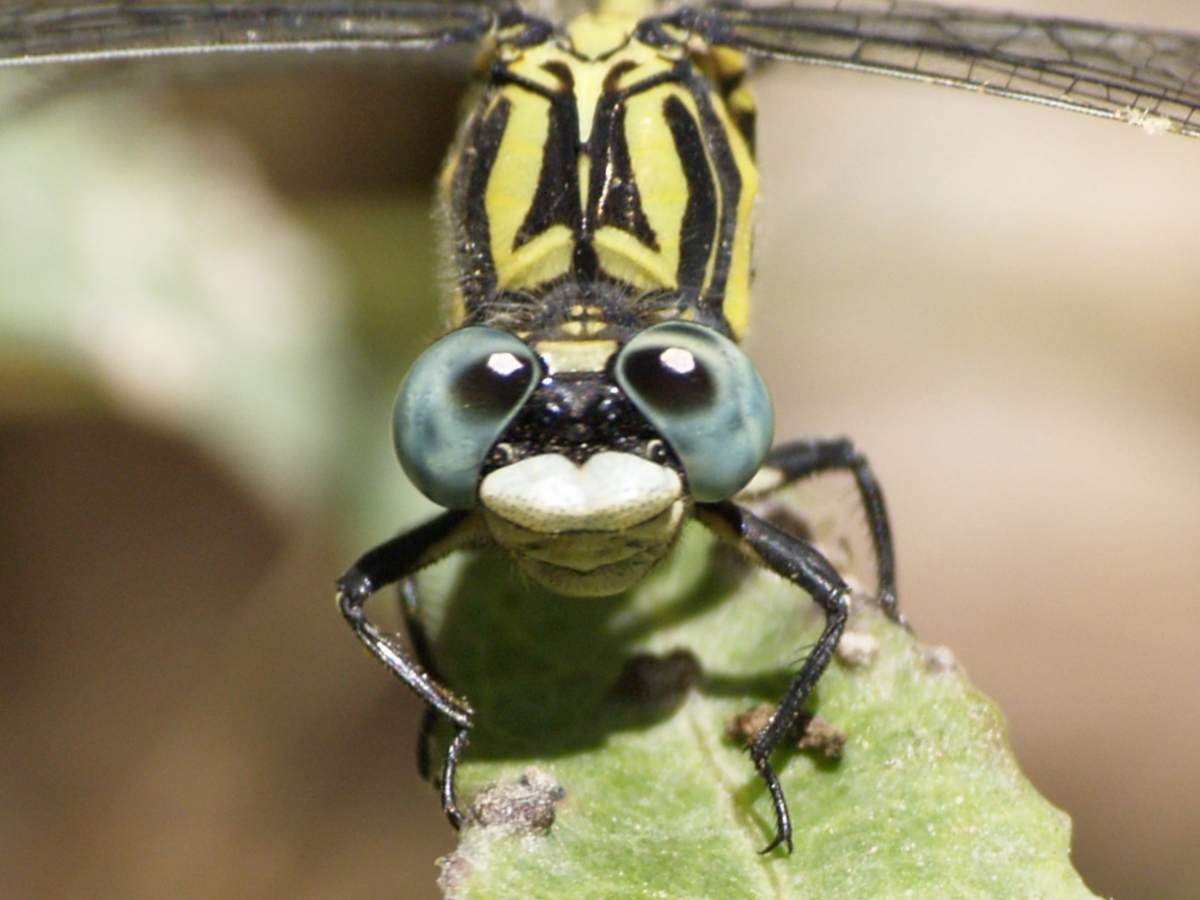
Frontale Detailansicht einer Großen Zangenlibelle
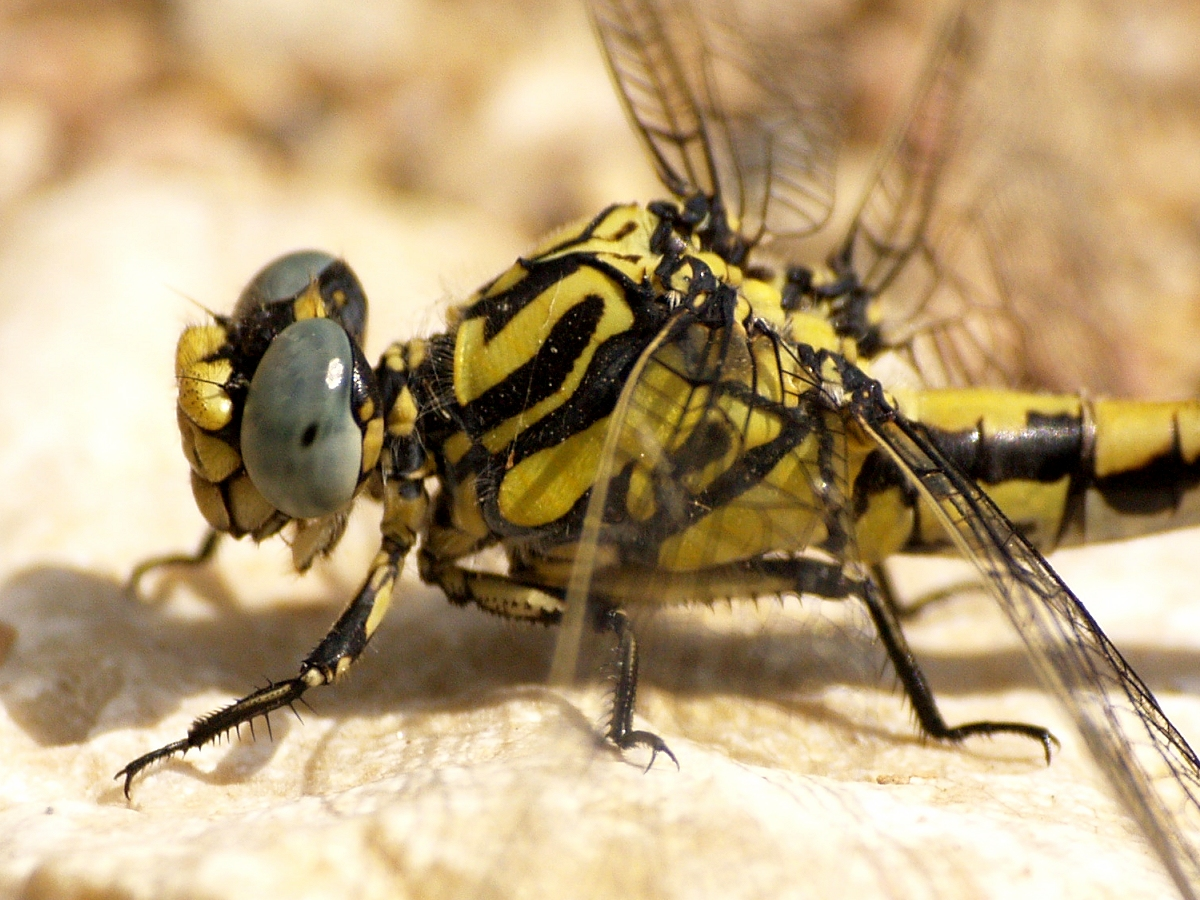
Laterale Detailansicht einer Großen Zangenlibelle
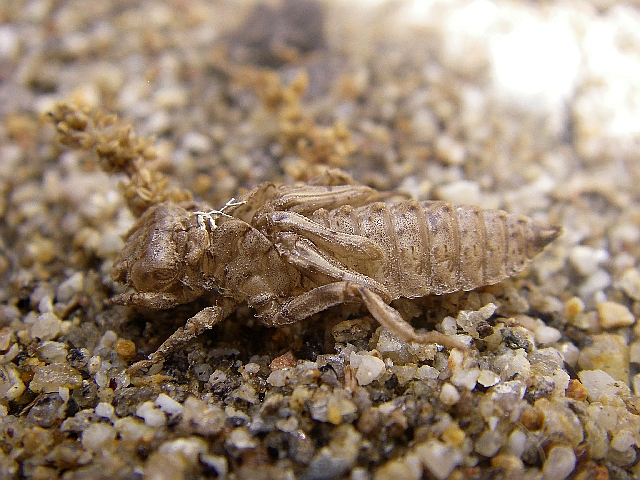
Lateralansicht einer Exuvie